# Sarntal
Sarntal (tyskt uttal: [ˈsarntaːl], italienska: Sarentino [sarenˈtiːno]) är en kommun i provinsen Sydtyrolen i regionen Trentino-Sydtyrolen i norra Italien. Den är belägen cirka 15 kilometer norr om Bolzano. Huvudort är Sarnthein. Kommunen har 7 215 invånare (2024), på en yta av 302,27 km². Enligt 2024 års folkräkning talar 97,19 % av befolkningen tyska, 2,69 % italienska och 0,12 % ladinska som modersmål.

## Orter
Orter (località) i kommunen Sarntal med fler än 20 invånare (inom parentes invånarantal 2021):

- Pens/Pennes (57)
- Weissenbach/Riobianco (169)
- Reinswald/San Martino (280)
- Sarnthein/Sarentino (2 585)
- Durnholz/Valdurna (43)
- Nordheim-Astfeld/Villa-Campolasta (963)
- Rötenberg/Monterosso (42)
- Bundschen/Ponticino (96)
- Frohndiener (21)
- Asten/Laste (23)
- Bergwerk/Miniera (30)
- Koatlack (28)